# シティー・フェリー
シティー・フェリー (City Ferry) は、オーストラリア・ブリスベンのフェリー・サービスである。
ブリスベン市内の橋のない地域どうしを結ぶクロス・リバー・フェリーと、ノースキー－シドニー通り間を結ぶインナー・シティー・フェリーの二種が運行される。

## インナー・シティー・フェリー
インナー・シティー・フェリーはシティ・キャットで中央商業地区－シドニー通り間15分かかるところを、シティ・キャットより多くの停留所に停車し、速度も遅いため約42分かけて運航される。
| Zone | 渡船場名         | 接続バス系統番号 |
| ---- | ---------------- | ---------------- |
| 1    | ノースキー       | --               |
| 1    | サウスバンク公園 | --               |
| 1    | リバープラザ     | --               |
| 1    | ソーントン通り   | --               |
| 1    | イーグル通り     | --               |
| 1    | ホルマン通り     | --               |
| 2    | ドックサイド     | --               |
| 2    | シドニー通り     | 196 / 197        |

## クロス・リバー・フェリー
路線は全部で3路線ある。
ホルマン通りフェリー乗り場でシティ・キャットおよびインナー・シティーフェリーと接続、イーグル通りフェリー乗り場、ブリンバフェリー乗り場、ニューファーム公園フェリー乗り場でシティ・キャットと乗り継ぎ接続する。
| Zone | 渡船場名         | 接続バス系統番号         |
| ---- | ---------------- | ------------------------ |
| 1    | ホルマン通り     | --                       |
| 1    | イーグル通り     | フリーループ（平日のみ） |
| 1    | ソーントーン通り | --                       |

| Zone | 渡船場名   | 接続バス系統番号 |
| ---- | ---------- | ---------------- |
| 2    | テネリフェ | 199 / 393 / 470  |
| 2    | ブリンバ   | 230 / 231 / 232  |

| Zone | 渡船場名           | 接続バス系統番号      |
| ---- | ------------------ | --------------------- |
| 2    | ニューファーム公園 | 195 / 196 / 197       |
| 2    | ノーマン公園       | 222 / 230 / 232 / 235 |